# Wiktor Kunachowicz

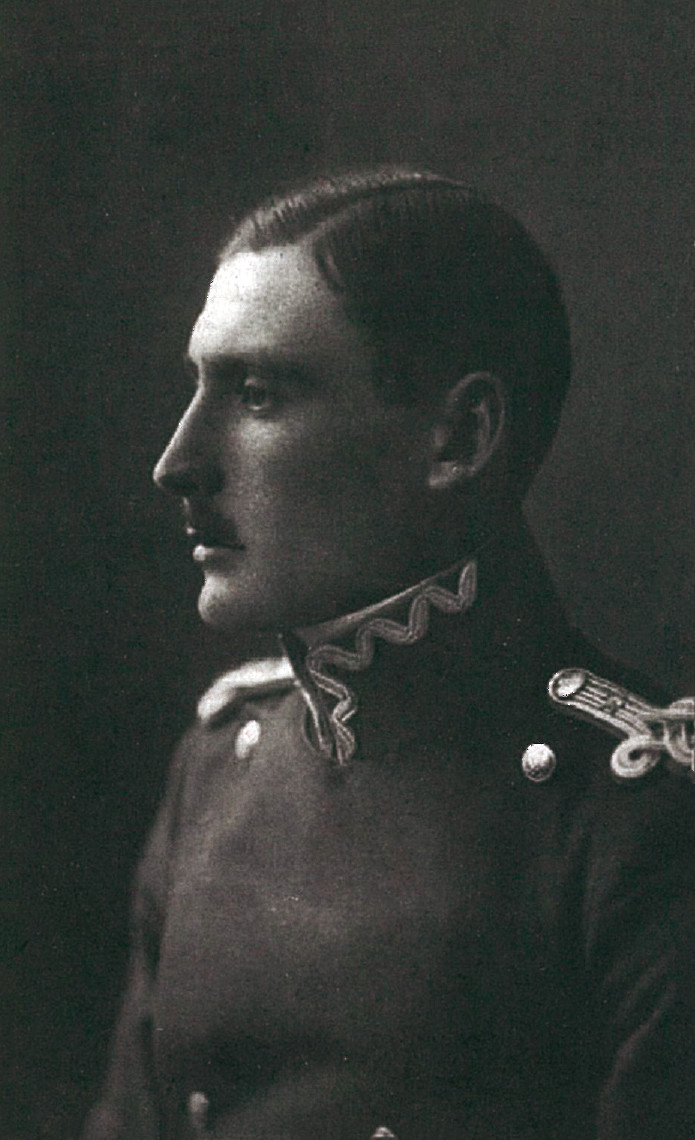
Wiktor Kunachowicz jako porucznik 2 Pułku Szwoleżerów Rokitniańskich, 1919

Wiktor Stanisław Kunachowicz (ur. 28 stycznia 1897 w Radoczy, zm. 8 marca 1984 w Poznaniu) – polski wojskowy, rotmistrz Wojska Polskiego, kawaler Orderu Virtuti Militari. 

## Życiorys
Urodził się 28 stycznia 1897 roku w Radoczy jako syn Stanisława Kunachowicza i Heleny z domu Suskiej. Miał starszego brata Andrzeja, oraz młodsze rodzeństwo: Marię, Zofię, Stanisławę, Kazimierę, Jerzego oraz Irenę. Został wychowany „w duchu patriotycznym”.
Jego babka, Helena z Kadłubowskich Kunachowiczowa, była cioteczną wnuczką generała Jana Zygmunta Skrzyneckiego, przywódcy powstania listopadowego. Jego ciotką była Elżbieta z Kunachowiczów Vetulani, zaś jego braćmi ciotecznymi: Zygmunt, Tadeusz i Adam Vetulani.
W 1914 wstąpił do Legionów Polskich. Został mianowany kapralem, otrzymał funkcję trębacza, jako że miał doświadczenie z orkiestry gimnazjalnej. Walczył początkowo jako plutonowy w 3. szwadronie, następnie po reorganizacji w 2 Pułku Szwoleżerów Rokitniańskich. 4 marca 1916 otrzymał pochwałę Komendy pułku. W 1917 roku był wachmistrzem.
Po odzyskaniu przez Polskę niepodległości został przyjęty do Wojska Polskiego jako chorąży. Został mianowany podporucznikiem dekretem z 7 maja 1919, z przeniesieniem do I rezerwy, z jednoczesnym powołaniem do służby czynnej na czas wojny.
Podczas wojny polsko-bolszewickiej dowodził szwadronem w 2 Pułku Szwoleżerów Rokitniańskich. Po wojnie tej odszedł do rezerwy w stopniu rotmistrza (wymieniony w stopniu rotmistrza z przydziałem do 2 Pułku Szwoleżerów 1 czerwca 1921).
Zmarł 8 marca 1984 w Poznaniu. Został pochowany na cmentarzu Junikowo. 27 stycznia 2012 jego ciało przeniesiono do nowego grobu rodzinnego.

## Życie prywatne
Był żonaty z Anną Alojzą Vogelsang (1912–1992), z którą miał córkę Krystynę (1939–2015), żonę Tomasza Langera; i syna Jacka (ur. 1944).

## Ordery i odznaczenia
- Krzyż Srebrny Orderu Wojskowego Virtuti Militari nr 2893 – 1921[7]
- Krzyż Walecznych trzykrotnie[2]
- Srebrny Medal za Waleczność (Austro-Węgry)[6]
- Brązowy Medal za Waleczność (Austro-Węgry)[6]